# 16 octobre dans les chemins de fer
16 septembre 16 novembre
Chronologies thématiques
- Croisades
- Sports
- Disney

Cette page concerne les événements qui se sont déroulés un 16 octobre dans les chemins de fer.

## Événements

### XIXesiècle
- 1856, France : inauguration[1] de la gare de Toulouse.
- 1871, Italie : mise en service de la dernière section de la ligne, reliant Saint-Michel-de-Maurienne à Bussolin.

### XXesiècle
- 1973, France : le tracé a desserte de l'aéroport Paris-Nord, dite ligne de Roissy, est approuvé par la décision ministérielle[2].

### XXIesiècle
- x

## Anniversaires

### Naissances
- 1803 Grande-Bretagne : Robert Stephenson, fils de George Stephenson, voit le jour à Willington Quay[3].

### Décès
- x